# Championnat du monde féminin de hockey sur glace 2026
Navigation
Championnat du monde 2025 Championnat du monde 2027
Le Championnat du monde féminin de hockey sur glace 2026 est la vingt-sixième édition de cette compétition organisée par la Fédération internationale de hockey sur glace (IIHF). Elle aura lieu en avril 2026, dans un lieu à déterminer.
Les divisions inférieures sont disputées indépendamment du groupe Élite.
Comme les années précédentes, la Russie et la Biélorussie sont exclues de la compétition en raison de l'invasion de l'Ukraine.

## Format de la compétition
| Niveau         | Équipes | Lieu         | Dates (2026)              | Résultats         | Résultats |
| Niveau         | Équipes | Lieu         | Dates (2026)              | Vainqueur / Promu | Relégué   |
| -------------- | ------- | ------------ | ------------------------- | ----------------- | --------- |
| Division Élite | 10      | à déterminer | avril                     |                   |           |
| Division IA    | 6       | Budapest     | du 12 au 18 avril         |                   |           |
| Division IB    | 6       | Puigcerdà    | du 12 au 18 avril         |                   |           |
| Division IIA   | 6       | Bled         | du 13 au 19 avril         |                   |           |
| Division IIB   | 6       | Hong Kong    | du 30 mars au 5 avril     |                   |           |
| Division IIIA  | 6       | Zagreb       | du 23 février au 1er mars |                   |           |
| Division IIIB  | 5       | Kohtla-Järve | du 28 février au 5 mars   |                   | aucun     |

Le Championnat du monde féminin de hockey sur glace est un ensemble de plusieurs tournois regroupant les nations en fonction de leur niveau. Les meilleures équipes disputent le titre dans la Division Élite.
Les 10 équipes de la Division Élite sont réparties en deux groupes de 5. Pour la première fois depuis 2011, les équipes les mieux classées ne sont pas dans le groupe A et les autres dans le groupe B. 
Chaque groupe est disputé sous la forme d'un championnat à matches simples. Les 4 équipes de chaque groupe sont qualifiés pour les quarts de finale tandis que les deux derniers de chaque groupe sont relégués en division inférieure lors de l'édition 2027.
Pour les autres divisions, les équipes s’affrontent entre elles et, à l'issue de cette compétition, le premier est promu dans la division supérieure et le dernier est relégué dans la division inférieure, sauf en division IA où il y a deux promus et en division IIIB où il n'y a pas de relégation.
Lors des phases de poule, les points sont attribués ainsi :
- 3 points pour une victoire dans le temps réglementaire ;
- 2 points pour une victoire en prolongation ou aux tirs de fusillade ;
- 1 point pour une défaite en prolongation ou aux tirs de fusillade ;
- 0 point pour une défaite dans le temps réglementaire.

## Division Élite

### Lieux de la compétition
Le lieu qui accueillera la compétition n'a pas encore été déterminé par le congrès de l'IIHF. Le tournoi aura lieu deux mois après les Jeux olympiques.

### Nations participantes
| Groupe A                    | Groupe B        |
| --------------------------- | --------------- |
| Allemagne                   | Canada          |
| Autriche, promu             | Danemark, promu |
| États-Unis, tenant du titre | Finlande        |
| Suisse                      | Japon           |
| Tchéquie                    | Suède           |

### Tour préliminaire

#### Groupe A

##### Classement
| Clt | Équipe     | PJ | V | VP | D | DP | BP | BC | Diff | Pts |
| --- | ---------- | -- | - | -- | - | -- | -- | -- | ---- | --- |
| -   | Allemagne  | 0  | 0 | 0  | 0 | 0  | 0  | 0  | 0    | 0   |
| -   | Autriche   | 0  | 0 | 0  | 0 | 0  | 0  | 0  | 0    | 0   |
| -   | États-Unis | 0  | 0 | 0  | 0 | 0  | 0  | 0  | 0    | 0   |
| -   | Suisse     | 0  | 0 | 0  | 0 | 0  | 0  | 0  | 0    | 0   |
| -   | Tchéquie   | 0  | 0 | 0  | 0 | 0  | 0  | 0  | 0    | 0   |

- en gras, qualifié pour les quarts de finale
- en italique, relégué en division IA

#### Groupe B

##### Classement
| Clt | Équipe   | PJ | V | VP | D | DP | BP | BC | Diff | Pts |
| --- | -------- | -- | - | -- | - | -- | -- | -- | ---- | --- |
| -   | Canada   | 0  | 0 | 0  | 0 | 0  | 0  | 0  | 0    | 0   |
| -   | Danemark | 0  | 0 | 0  | 0 | 0  | 0  | 0  | 0    | 0   |
| -   | Finlande | 0  | 0 | 0  | 0 | 0  | 0  | 0  | 0    | 0   |
| -   | Japon    | 0  | 0 | 0  | 0 | 0  | 0  | 0  | 0    | 0   |
| -   | Suède    | 0  | 0 | 0  | 0 | 0  | 0  | 0  | 0    | 0   |

- en gras, qualifié pour les quarts de finale
- en italique, relégué en division IA

### Phase finale

#### Tableau
Légende
- Pr : prolongations
- TB : tirs de barrage

|  | Quarts de finale | Quarts de finale | Quarts de finale | Quarts de finale |                               |                               | Demi-finales                  | Demi-finales                  | Demi-finales | Demi-finales |       |       | Finale | Finale | Finale | Finale |
|  |                  |                  |                  |                  |                               |                               |                               |                               |              |              |       |       |        |        |        |        |
|  | avril            | avril            | avril            | avril            |                               |                               | avril                         | avril                         | avril        | avril        |       |       | avril  | avril  | avril  | avril  |
|  | avril            | avril            | avril            | avril            |                               |                               | avril                         | avril                         | avril        | avril        |       |       | avril  | avril  | avril  | avril  |
|  |                  |                  | 0                |                  |                               |                               | avril                         | avril                         | avril        | avril        |       |       | avril  | avril  | avril  | avril  |
|  |                  |                  |                  |                  |                               |                               | avril                         | avril                         | avril        | avril        |       |       | avril  | avril  | avril  | avril  |
|  |                  |                  | 0                |                  |                               |                               | avril                         | avril                         | avril        | avril        |       |       | avril  | avril  | avril  | avril  |
|  |                  |                  | 0                |                  |                               |                               |                               |                               |              |              |       |       | avril  | avril  | avril  | avril  |
|  | avril            |                  |                  |                  |                               |                               |                               |                               |              |              |       |       | avril  | avril  | avril  | avril  |
|  |                  |                  |                  |                  | 0                             |                               |                               |                               |              |              |       |       | avril  | avril  | avril  | avril  |
|  |                  |                  | 0                |                  |                               |                               |                               |                               |              |              |       |       | avril  | avril  | avril  | avril  |
|  |                  | avril            |                  |                  |                               |                               |                               |                               |              |              |       |       | avril  | avril  | avril  | avril  |
|  |                  |                  | 0                |                  |                               |                               |                               |                               |              |              |       |       | avril  | avril  | avril  | avril  |
|  |                  |                  | 0                |                  |                               |                               |                               |                               |              |              |       |       |        |        |        |        |
|  | avril            |                  |                  |                  |                               |                               |                               |                               |              |              |       |       |        |        |        |        |
|  |                  |                  |                  |                  | 0                             |                               |                               |                               |              |              |       |       |        |        |        |        |
|  |                  |                  | 0                |                  |                               |                               |                               |                               |              |              |       |       |        |        |        |        |
|  |                  |                  |                  |                  |                               |                               |                               |                               |              |              |       |       |        |        |        |        |
|  |                  |                  | 0                |                  |                               |                               |                               |                               |              |              |       |       |        |        |        |        |
|  |                  |                  | 0                | 0                | Match pour la troisième place | Match pour la troisième place | Match pour la troisième place | Match pour la troisième place |              |              |       |       |        |        |        |        |
|  | avril            |                  | 0                | 0                | Match pour la troisième place | Match pour la troisième place | Match pour la troisième place | Match pour la troisième place |              |              |       |       |        |        |        |        |
|  |                  |                  |                  |                  | 0                             | 0                             |                               |                               | avril        | avril        | avril | avril |        |        |        |        |
|  |                  |                  | 0                |                  | 0                             | 0                             |                               |                               | avril        | avril        | avril | avril |        |        |        |        |
|  |                  |                  |                  |                  |                               |                               |                               |                               |              | 0            |       |       |        |        |        |        |
|  |                  |                  | 0                |                  |                               |                               |                               |                               |              |              |       |       |        |        |        |        |
|  |                  |                  | 0                |                  |                               |                               |                               |                               |              |              |       |       |        |        |        |        |
|  |                  |                  |                  |                  |                               |                               |                               |                               |              |              |       |       |        |        |        |        |

### Classement final
| Place              | Équipe | Commentaire                    |
| ------------------ | ------ | ------------------------------ |
| Médaille d'or      |        | Champion du monde              |
| Médaille d'argent  |        | Vice-champion du monde         |
| Médaille de bronze |        | Médaille de bronze             |
| 4                  |        |                                |
| 5                  |        |                                |
| 6                  |        |                                |
| 7                  |        |                                |
| 8                  |        |                                |
| 9                  |        | Relégué en division IA en 2027 |
| 10                 |        | Relégué en division IA en 2027 |

### Récompenses individuelles
| Poste       | Joueuses |
| ----------- | -------- |
| Gardienne   | [[]]     |
| Défenseuses | [[]]     |
| Défenseuses | [[]]     |
| Attaquantes | [[]]     |
| Attaquantes | [[]]     |
| Attaquantes | [[]]     |
| MVP         | [[]]     |

| Poste      | Joueuses |
| ---------- | -------- |
| Gardienne  | [[]]     |
| Défenseuse | [[]]     |
| Attaquante | [[]]     |

### Statistiques individuelles
Pour les significations des abréviations, voir statistiques du hockey sur glace.
| Clt | Joueuse | Équipe | PJ | B | A | Pts | Pun | +/- |
| --- | ------- | ------ | -- | - | - | --- | --- | --- |
| 1   | [[]]    |        | 0  | 0 | 0 | 0   | 0   | 0   |
| 2   | [[]]    |        | 0  | 0 | 0 | 0   | 0   | 0   |
| 3   | [[]]    |        | 0  | 0 | 0 | 0   | 0   | 0   |
| 4   | [[]]    |        | 0  | 0 | 0 | 0   | 0   | 0   |
| 5   | [[]]    |        | 0  | 0 | 0 | 0   | 0   | 0   |
| 6   | [[]]    |        | 0  | 0 | 0 | 0   | 0   | 0   |
| 7   | [[]]    |        | 0  | 0 | 0 | 0   | 0   | 0   |
| 8   | [[]]    |        | 0  | 0 | 0 | 0   | 0   | 0   |
| 9   | [[]]    |        | 0  | 0 | 0 | 0   | 0   | 0   |
| 10  | [[]]    |        | 0  | 0 | 0 | 0   | 0   | 0   |

| Clt                                                                                                   | Joueuse | Équipe | PJ | Min       | BC | Moy | %Arr | Bl |
| --- | ------- | ------ | -- | --------- | -- | --- | ---- | -- |
| 1 | [[]]    |        | 0  | 0 min 0 s | 0  | 0   | 0    | 0  |
| 2 | [[]]    |        | 0  | 0 min 0 s | 0  | 0   | 0    | 0  |
| 3 | [[]]    |        | 0  | 0 min 0 s | 0  | 0   | 0    | 0  |
| 4 | [[]]    |        | 0  | 0 min 0 s | 0  | 0   | 0    | 0  |
| 5 | [[]]    |        | 0  | 0 min 0 s | 0  | 0   | 0    | 0  |
| 6 | [[]]    |        | 0  | 0 min 0 s | 0  | 0   | 0    | 0  |
| 7 | [[]]    |        | 0  | 0 min 0 s | 0  | 0   | 0    | 0  |
| 8 | [[]]    |        | 0  | 0 min 0 s | 0  | 0   | 0    | 0  |
| 9 | [[]]    |        | 0  | 0 min 0 s | 0  | 0   | 0    | 0  |
| 10 | [[]]    |        | 0  | 0 min 0 s | 0  | 0   | 0    | 0  |
| Nota : seules sont classées les gardiennes ayant joué au minimum 40 % du temps de jeu de leur équipe. |         |        |    |           |    |     |      |    |

## Autres divisions

### Division I

#### Groupe A
Les nations suivantes participent à la compétition qui se déroule du 12 au 18 avril 2026 à Budapest en Hongrie : 
- Chine
- France
- Hongrie, relégué de la dividion élite
- Italie, promu de la division IB
- Norvège, relégué de la dividion élite
- Slovaquie

| 12 avril |
| 12 avril |
| 12 avril |
| 13 avril |
| 13 avril |
| 13 avril |
| 15 avril |
| 15 avril |
| 15 avril |
| 16 avril |
| 16 avril |
| 16 avril |
| 18 avril |
| 18 avril |
| 18 avril |

| Clt | Équipe    | PJ | V | VP | D | DP | BP | BC | Diff | Pts |
| --- | --------- | -- | - | -- | - | -- | -- | -- | ---- | --- |
| - | Chine     | 0  | 0 | 0  | 0 | 0  | 0  | 0  | 0    | 0   |
| - | France    | 0  | 0 | 0  | 0 | 0  | 0  | 0  | 0    | 0   |
| - | Hongrie   | 0  | 0 | 0  | 0 | 0  | 0  | 0  | 0    | 0   |
| - | Italie    | 0  | 0 | 0  | 0 | 0  | 0  | 0  | 0    | 0   |
| - | Norvège   | 0  | 0 | 0  | 0 | 0  | 0  | 0  | 0    | 0   |
| - | Slovaquie | 0  | 0 | 0  | 0 | 0  | 0  | 0  | 0    | 0   |
| Légende : - en gras, promu en division élite - en italique, relégué en division IB - Pr : Prolongations - TB : Tirs de barrage |           |    |   |    |   |    |    |    |      |     |

#### Groupe B
Les nations suivantes participent à la compétition qui se déroule du 12 au 18 avril 2026 à Puigcerdà en Espagne : 
- Corée du Sud
- Espagne, promu de la division IIA
- Grande-Bretagne
- Lettonie
- Kazakhstan
- Pays-Bas, relégué de la division IA

| 12 avril |
| 12 avril |
| 12 avril |
| 13 avril |
| 13 avril |
| 13 avril |
| 15 avril |
| 15 avril |
| 15 avril |
| 16 avril |
| 16 avril |
| 16 avril |
| 18 avril |
| 18 avril |
| 18 avril |

| Clt | Équipe          | PJ | V | VP | D | DP | BP | BC | Diff | Pts |
| --- | --------------- | -- | - | -- | - | -- | -- | -- | ---- | --- |
| - | Corée du Sud    | 0  | 0 | 0  | 0 | 0  | 0  | 0  | 0    | 0   |
| - | Espagne         | 0  | 0 | 0  | 0 | 0  | 0  | 0  | 0    | 0   |
| - | Grande-Bretagne | 0  | 0 | 0  | 0 | 0  | 0  | 0  | 0    | 0   |
| - | Lettonie        | 0  | 0 | 0  | 0 | 0  | 0  | 0  | 0    | 0   |
| - | Kazakhstan      | 0  | 0 | 0  | 0 | 0  | 0  | 0  | 0    | 0   |
| - | Pays-Bas        | 0  | 0 | 0  | 0 | 0  | 0  | 0  | 0    | 0   |
| Légende : - en gras, promu en division IA - en italique, relégué en division IIA - Pr : Prolongations - TB : Tirs de barrage |                 |    |   |    |   |    |    |    |      |     |

### Division II

#### Groupe A
Les nations suivantes participent à la compétition qui se déroule du 13 au 19 avril 2026 à Bled en Slovénie : 
- Australie, promu de la division IIB
- Corée du Nord
- Islande
- Pologne
- Slovénie, relégué de la division IB
- Taipei chinois

| 13 avril |
| 13 avril |
| 13 avril |
| 14 avril |
| 14 avril |
| 14 avril |
| 16 avril |
| 16 avril |
| 16 avril |
| 17 avril |
| 17 avril |
| 17 avril |
| 19 avril |
| 19 avril |
| 19 avril |

| Clt | Équipe         | PJ | V | VP | D | DP | BP | BC | Diff | Pts |
| --- | -------------- | -- | - | -- | - | -- | -- | -- | ---- | --- |
| - | Australie      | 0  | 0 | 0  | 0 | 0  | 0  | 0  | 0    | 0   |
| - | Corée du Nord  | 0  | 0 | 0  | 0 | 0  | 0  | 0  | 0    | 0   |
| - | Islande        | 0  | 0 | 0  | 0 | 0  | 0  | 0  | 0    | 0   |
| - | Pologne        | 0  | 0 | 0  | 0 | 0  | 0  | 0  | 0    | 0   |
| - | Slovénie       | 0  | 0 | 0  | 0 | 0  | 0  | 0  | 0    | 0   |
| - | Taipei chinois | 0  | 0 | 0  | 0 | 0  | 0  | 0  | 0    | 0   |
| Légende : - en gras, promu en division IB - en italique, relégué en division IIB - Pr : Prolongations - TB : Tirs de barrage |                |    |   |    |   |    |    |    |      |     |

#### Groupe B
Les nations suivantes participent à la compétition qui se déroule du 30 mars au 5 avril 2026 à Hong Kong en Chine : 
- Belgique
- Hong Kong
- Lituanie, promu de la division IIIA
- Mexique, relégué de la division IIA
- Nouvelle-Zélande
- Ukraine

| 30 mars |
| 30 mars |
| 30 mars |
| 31 mars |
| 31 mars |
| 31 mars |
| 2 avril |
| 2 avril |
| 2 avril |
| 3 avril |
| 3 avril |
| 3 avril |
| 5 avril |
| 5 avril |
| 5 avril |

| Clt | Équipe           | PJ | V | VP | D | DP | BP | BC | Diff | Pts |
| --- | ---------------- | -- | - | -- | - | -- | -- | -- | ---- | --- |
| - | Belgique         | 0  | 0 | 0  | 0 | 0  | 0  | 0  | 0    | 0   |
| - | Hong Kong        | 0  | 0 | 0  | 0 | 0  | 0  | 0  | 0    | 0   |
| - | Lituanie         | 0  | 0 | 0  | 0 | 0  | 0  | 0  | 0    | 0   |
| - | Mexique          | 0  | 0 | 0  | 0 | 0  | 0  | 0  | 0    | 0   |
| - | Nouvelle-Zélande | 0  | 0 | 0  | 0 | 0  | 0  | 0  | 0    | 0   |
| - | Ukraine          | 0  | 0 | 0  | 0 | 0  | 0  | 0  | 0    | 0   |
| Légende : - en gras, promu en division IIA - en italique, relégué en division IIIA - Pr : Prolongations - TB : Tirs de barrage |                  |    |   |    |   |    |    |    |      |     |

### Division III

#### Groupe A
Les nations suivantes participent à la compétition qui se déroule du 23 février au 1er mars 2026 à Zagreb en Croatie : 
- Bulgarie, promu de la division IIIB
- Croatie
- Roumanie
- Serbie
- Thaïlande
- Turquie, relégué de la division IIB

| 23 février |
| 23 février |
| 23 février |
| 24 février |
| 24 février |
| 24 février |
| 26 février |
| 26 février |
| 26 février |
| 27 février |
| 27 février |
| 27 février |
| 1er mars   |
| 1er mars   |
| 1er mars   |

| Clt | Équipe    | PJ | V | VP | D | DP | BP | BC | Diff | Pts |
| --- | --------- | -- | - | -- | - | -- | -- | -- | ---- | --- |
| - | Bulgarie  | 0  | 0 | 0  | 0 | 0  | 0  | 0  | 0    | 0   |
| - | Croatie   | 0  | 0 | 0  | 0 | 0  | 0  | 0  | 0    | 0   |
| - | Roumanie  | 0  | 0 | 0  | 0 | 0  | 0  | 0  | 0    | 0   |
| - | Serbie    | 0  | 0 | 0  | 0 | 0  | 0  | 0  | 0    | 0   |
| - | Thaïlande | 0  | 0 | 0  | 0 | 0  | 0  | 0  | 0    | 0   |
| - | Turquie   | 0  | 0 | 0  | 0 | 0  | 0  | 0  | 0    | 0   |
| Légende : - en gras, promu en division IIB - en italique, relégué en division IIIB - Pr : Prolongations - TB : Tirs de barrage |           |    |   |    |   |    |    |    |      |     |

#### Groupe B
Les nations suivantes participent à la compétition qui se déroule du 28 février au 5 mars 2026 à Kohtla-Järve en Estonie : 
- Afrique du Sud, relégué de la division IIIA
- Bosnie-Herzégovine
- Estonie
- Israël
- Philippines
- Singapour

| 28 février |
| 28 février |
| 28 février |
| 1er mars   |
| 1er mars   |
| 1er mars   |
| 3 mars     |
| 3 mars     |
| 3 mars     |
| 4 mars     |
| 4 mars     |
| 4 mars     |
| 5 mars     |
| 5 mars     |
| 5 mars     |

| Clt                                                                                     | Équipe             | PJ | V | VP | D | DP | BP | BC | Diff | Pts |
| --------------------------------------------------------------------------------------- | ------------------ | -- | - | -- | - | -- | -- | -- | ---- | --- |
| -                                                                                       | Afrique du Sud     | 0  | 0 | 0  | 0 | 0  | 0  | 0  | 0    | 0   |
| -                                                                                       | Bosnie-Herzégovine | 0  | 0 | 0  | 0 | 0  | 0  | 0  | 0    | 0   |
| -                                                                                       | Estonie            | 0  | 0 | 0  | 0 | 0  | 0  | 0  | 0    | 0   |
| -                                                                                       | Israël             | 0  | 0 | 0  | 0 | 0  | 0  | 0  | 0    | 0   |
| -                                                                                       | Philippines        | 0  | 0 | 0  | 0 | 0  | 0  | 0  | 0    | 0   |
| -                                                                                       | Singapour          | 0  | 0 | 0  | 0 | 0  | 0  | 0  | 0    | 0   |
| Légende : - en gras, promu en division IIIA - Pr : Prolongations - TB : Tirs de barrage |                    |    |   |    |   |    |    |    |      |     |